# Легечка, Иржи
Иржи Легечка (чеш. Jiří Lehečka; род. 8 ноября 2001, Млада-Болеслав) — чешский теннисист; победитель двух турниров АТР в одиночном разряде; победитель одного юниорского турнира Большого шлема в парном разряде (Уимблдон-2019).

## Общая биография
Родился в спортивной семье. Отец — Иржи был профессиональным пловцом; мать — Романа профессионально занималась легкой атлетикой; есть сестра — Вероника.
Начал играть в теннис с мамой и дедушкой в возрасте трёх лет. Любимые турниры — Открытые чемпионаты Австралии и США; Любимая поверхность — хард; кумиром в мире тенниса в детстве был Роджер Федерер.

## Спортивная карьера

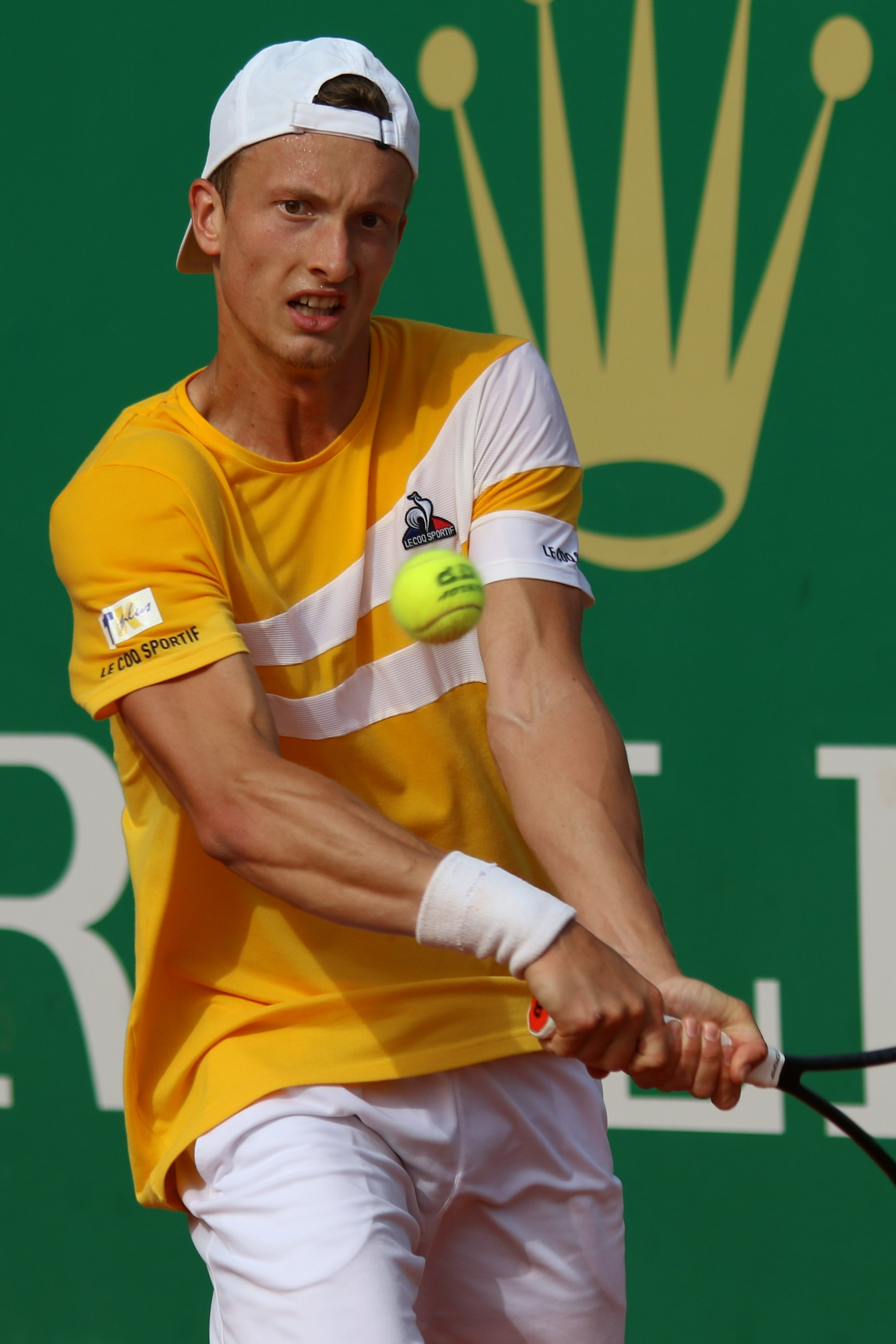
2022 год

Легечка играл в юниорском туре ITF до 2019 года. Его лучшим результатом на юниорских турнирах Большого шлема стали четвертьфиналы в 2019 году на Открытом чемпионате Австралии и Открытом чемпионате США. В парном разряде ему удалось выиграть титул на Уимблдоне в 2019 году вместе со своим соотечественником Йонашем Форейтеком.
На профессиональном уровне выступает с 2018 года, сначала на турнирах серии «фьючерс». В 2019 году он также принял участие в своем первом турнире более старшей серии «челленджер» в Остраве. В конце 2019 года дебютировал за сборную Чехии в Кубке Дэвиса в матче против Боснии и Герцеговины, в котором проиграл парную встречу, однако его команде удалось выиграть весь матч.
В 2020 году впервые вышел в полуфинал «челленджера» в Простееве. По пути он выиграл у трёх игроков из топ-200 рейтинга.
В 2021 году он совершил большой скачок в мировом рейтинге. В квалификации к Открытому чемпионату США Легечка уступил Джему Илкелю только в последнем раунде. В конце года он сыграл в финальной серии матчей на Кубок Дэвиса, но проиграл оба своих матча. В 2022 году одержал три победы в квалификации на Открытый чемпионат Австралии. В первом круге выиграл сет у Григора Димитрова. Принимал участие во всех четырёх турнирах Большого шлема, но каждый раз проигрывал в первом круге. В 2022 году стал участником полуфинала на крупном турнире у Роттердаме. В результате по ходу сезона 2022 года он впервые вошел в топ-100 лучших игроков мира.
На Открытом чемпионате Австралии 2023 года Легечка впервые в карьере выиграл матч в основной сетке турнира Большого шлема, а затем дошёл до 1/4 финала. В первом круге Легечка в трёх сетах обыграл 21-го сеянного Борну Чорича (6:3, 6:3, 6:3). В третьем круге переиграл в пяти сетах 11-го сеянного Кэмерона Норри, уступая 1-2 по сетам. В четвёртом раунде обыграл шестого сеянного канадца Феликса Оже-Альяссима — 4:6, 6:3, 7:6(2), 7:6(3). Это была первая в карьере Легечки победа над игроком из топ-10 мирового рейтинга. В четвертьфинале Легечка в трёх сетах проиграл четвёртой ракетке мира Стефаносу Циципасу. По итогам турнира Легечка поднялся на 32 места в рейтинге, заняв 39-ю строчку. Легечка вышел в свой первый финал турнира ATP в одиночном разряде на Открытом чемпионате Уинстон-Сейлема, где проиграл Себастьяну Баэсу в двух сетах. Благодаря этому выступлению он вошел в топ-30 рейтинга, заняв 29-е место в мире.
В начале 2024 года Легечка вышел в свой второй финал на турнире в Аделаиде, по ходу турнира победив второго и третьего сеяных Николаса Ярри и Себастьяна Корду соответственно. В финале он переиграл Джека Дрейпера, завоевав свой первый титул ATP в одиночном разряде. В результате он вошел в топ-25 рейтинга ATP. Занимая 30-е место на турнире в Мадриде, он обыграл Рафаэля Надаля в 1/8 финала, став самым низкорейтинговым игроком, победившим бывшего 5-кратного чемпиона Мадрида на грунтовом Мастерсе. Затем он победил третьего сеяного - четвёртую ракетку мира Даниила Медведева в четвертьфинале и вышел в свой первый полуфинал "Мастерса" в карьере, однако снялся в первом сете против Феликса Оже-Альяссима из-за травмы спины.
Перед Открытым чемпионатом Австралии Легечка выиграл свой второй титул ATP в одиночном разряде в начале 2025 года на турнире в Брисбене, где в финале обыграл американца Райли Опелку. В феврале на Открытом чемпионате Катара выиграл первого сеяного турнира - третью ракетку мира Карлоса Алькараса. Для чеха это первая победа над игроком из топ-3. Несмотря на победу над бывшей первой ракеткой мира, он следом уступил в полуфинальном матче Джеку Дрейперу. В июне вышел в свой дебютный финал турнира ATP 500 в одиночном разряде, проходящего в Лондоне. В полуфинале переиграл четвертую ракетку мира Джека Дрейпера в трёхсетовом триллере, тем самым отомстив за поражение в Дохе. В финале встретился с испанцем Карлосом Алькарасом, где проиграл в трёх сетах - 5:7, 7:6(5), 2:6.

## Рейтинг на конец года
| Год  | Одиночный рейтинг | Парный рейтинг |
| 2024 | 28                |                |
| 2023 | 31                | 147            |
| 2022 | 81                | 867            |
| 2021 | 141               | 234            |
| 2020 | 351               | 478            |
| 2019 | 623               | 543            |

## Выступления на турнирах

### Финалы турнировATPв одиночном разряде (5)

#### Победы (2)
| Легенда                     |
| --------------------------- |
| Турниры Большого шлема (0)* |
| Итоговый турнир ATP (0)     |
| Мастерс (0)                 |
| АТР 500 (0)                 |
| АТР 250 (2)                 |

| Титулы по покрытиям | Титулы по месту проведения матчей турнира |
| ------------------- | ----------------------------------------- |
| Хард (2)*           | Зал (0)                                   |
| Грунт (0)           | Зал (0)                                   |
| Трава (0)           | Открытый воздух (2)                       |
| Ковёр (0)           | Открытый воздух (2)                       |

* количество побед в одиночном разряде.
| №  | Дата           | Турнир              | Покрытие | Соперник в финале | Счёт        |
| 1. | 13 января 2024 | Аделаида, Австралия | Хард     | Джек Дрейпер      | 4-6 6-4 6-3 |
| 2. | 5 января 2025  | Брисбен, Австралия  | Хард     | Райли Опелка      | 4-1 - отказ |

#### Поражения (3)
| №  | Дата            | Турнир                 | Покрытие   | Соперник в финале     | Счёт           |
| 1. | 26 августа 2023 | Уинстон-Сейлем, США    | Хард       | Себастьян Баэс        | 4-6 3-6        |
| 2. | 20 октября 2024 | Антверпен, Бельгия     | Хард (зал) | Роберто Баутиста Агут | 5-7 1-6        |
| 3. | 22 июня 2025    | Лондон, Великобритания | Трава      | Карлос Алькарас       | 5-7 7-6(5) 2-6 |

### Финалы выставочных турнировATPв одиночном разряде (1)

#### Поражение (1)
| №  | Дата           | Турнир                                        | Покрытие   | Соперник в финале | Счёт              |
| 1. | 12 ноября 2022 | Финал ATP среди теннисистов не старше 21 года | Хард (зал) | Брэндон Накасима  | 3-4(5) 3-4(6) 2-4 |

### Финалы турнировATPв парном разряде (2)

#### Поражения (2)
| №  | Дата          | Турнир                 | Покрытие | Партнёр     | Соперники в финале         | Счёт              |
| 1. | 25 июня 2023  | Лондон, Великобритания | Трава    | Тейлор Фриц | Иван Додиг Остин Крайчек   | 4-6 7-6(5) [3-10] |
| 2. | 5 января 2025 | Брисбен, Австралия     | Хард     | Якуб Меншик | Ллойд Гласспул Джулиан Кэш | 3-6 7-6(2) [6-10] |

## История выступлений на турнирах
По состоянию на 9 июня 2025 года
Для того, чтобы предотвратить неразбериху и удваивание счета, информация в этой таблице корректируется только по окончании турнира или по окончании участия там данного игрока.
| Турнир                       | 2021          | 2022          | 2023  | 2024  | 2025  | Итог   | В/П за карьеру |
| ---------------------------- | ------------- | ------------- | ----- | ----- | ----- | ------ | -------------- |
| Турниры Большого шлема       |               |               |       |       |       |        |                |
| Открытый чемпионат Австралии | -             | 1Р            | 1/4   | 2Р    | 4Р    | 0 / 4  | 8-4            |
| Открытый чемпионат Франции   | -             | 1Р            | 2Р    | -     | 3Р    | 0 / 3  | 3-3            |
| Уимблдонский турнир          | -             | 1Р            | 4Р    | -     |       | 0 / 2  | 3-2            |
| Открытый чемпионат США       | K3            | 1Р            | 1Р    | 3Р    |       | 0 / 3  | 2-3            |
| Итог                         | 0 / 0         | 0 / 4         | 0 / 4 | 0 / 2 | 0 / 2 | 0 / 12 |                |
| В/П в сезоне                 | 0-0           | 0-4           | 8-4   | 3-2   | 5-2   |        | 16-12          |
| Турниры Мастерс              |               |               |       |       |       |        |                |
| Индиан-Уэлс                  | -             | -             | 2Р    | 1/4   | 2Р    | 0 / 3  | 4-3            |
| Майами                       | -             | -             | 3Р    | 2Р    | 2Р    | 0 / 3  | 2-3            |
| Монте-Карло                  | -             | 1Р            | 3Р    | -     | 2Р    | 0 / 3  | 3-3            |
| Мадрид                       | -             | -             | 2Р    | 1/2   | 2Р    | 0 / 3  | 4-3            |
| Рим                          | -             | -             | 2Р    | -     | 1Р    | 0 / 2  | 0-2            |
| Монреаль/Торонто             | -             | -             | 2Р    | -     |       | 0 / 1  | 1-1            |
| Цинциннати                   | -             | -             | 1Р    | 3Р    |       | 0 / 2  | 2-2            |
| Шанхай                       | Не проводился | Не проводился | 1P    | 3P    |       | 0 / 2  | 1-2            |
| Париж                        | -             | K2            | 1Р    | 1Р    |       | 0 / 2  | 0-2            |
| Статистика за карьеру        |               |               |       |       |       |        |                |
| Проведено финалов            | 0             | 0             | 1     | 2     | 1     |        | 4              |
| Выиграно турниров АТП        | 0             | 0             | 0     | 1     | 1     |        | 2              |
| В/П: всего                   | 0-1           | 13-19         | 34-26 | 30-19 | 18-11 |        | 95-77          |
| Σ % побед                    | 0 %           | 41 %          | 57 %  | 61 %  | 62 %  |        | 55,2 %         |

К — проигрыш в квалификационном турнире.

## Победы над теннисистами из топ-10
По состоянию на 22 июня 2025 года
- У Легечке рекорд 9-18 против игроков, которые на момент проведения матча входили в топ-10.

| Сезон | 2022 | 2023 | 2024 | 2025 | Всего |
| Побед | 0    | 2    | 3    | 4    | 9     |

| №    | Игрок               | Рейтинг | Турнир                       | Покрытие | Этап       | Счёт                     | Рейтинг Легечки |
| ---- | ------------------- | ------- | ---------------------------- | -------- | ---------- | ------------------------ | --------------- |
| 2023 |                     |         |                              |          |            |                          |                 |
| 1.   | Феликс Оже-Альяссим | 7       | Открытый чемпионат Австралии | Хард     | 4-й раунд  | 4-6, 6-3, 7-6(2), 7-6(3) | 71              |
| 2.   | Андрей Рублёв       | 5       | Доха, Катар                  | Хард     | 1/4 финала | 4-6, 6-4, 6-3            | 52              |
| 2024 |                     |         |                              |          |            |                          |                 |
| 3.   | Андрей Рублёв       | 5       | Индиан-Уэлс, США             | Хард     | 3-й раунд  | 6-4, 6-4                 | 31              |
| 4.   | Даниил Медведев     | 4       | Мадрид, Испания              | Грунт    | 1/4 финала | 6-4, 0-0 - отказ         | 31              |
| 5.   | Даниил Медведев     | 5       | Цинциннати, США              | Хард     | 2-й раунд  | 7-6(2), 6-4              | 35              |
| 2025 |                     |         |                              |          |            |                          |                 |
| 6.   | Григор Димитров     | 10      | Брисбен, Австралия           | Хард     | 1/2 финала | 6-4, 4-4 - отказ         | 28              |
| 7.   | Карлос Алькарас     | 3       | Доха, Катар                  | Хард     | 1/4 финала | 6-3, 3-6, 6-4            | 25              |
| 8.   | Алекс де Минор      | 10      | Лондон, Великобритания       | Трава    | 1-й Раунд  | 6-4, 6-2                 | 30              |
| 9.   | Джек Дрейпер        | 4       | Лондон, Великобритания       | Трава    | 1/2 финала | 6-4, 4-6, 7-5            | 30              |